# Taça Minas Gerais
De Taça Minas Gerais was de staatsbeker voor voetbalclubs uit de Braziliaanse staat Minas Gerais. De competitie werd georganiseerd door de FMF. In totaal werden er 25 edities gehouden.

## Geschiedenis
De competitie werd voor het eerst georganiseerd in 1973 door de voetbalfederatie Federação Mineira de Futebol. Het werd als een eigen competitie gespeeld in de edities van 1973, 1977, 1980 en 1981, maar in de jaren 1975, 1976, 1979 en van 1982 tot 1987 werd Taça Minas Gerais een staatbeker-competitie voor het Campeonato Mineiro. In 2012 werd de laatste editie van de Taça Minas Gerais gehouden.

## Winnaars
- 1973 -  Cruzeiro
- 1975 -  Atlético
- 1976 -  Atlético
- 1977 -  Villa Nova
- 1979 -  Atlético
- 1980 -  Uberaba
- 1981 -  Democrata-GV
- 1982 -  Cruzeiro
- 1983 -  Cruzeiro
- 1984 -  Cruzeiro
- 1985 -  Cruzeiro
- 1986 -  Atlético
- 1987 -  Atlético
- 1999 -  URT
- 2000 -  URT
- 2003 -  Uberlândia
- 2004 -Ipatinga
- 2005 -  América
- 2006 -  Villa Nova
- 2007 -  Ituiutaba[1]
- 2008 -  Tupi
- 2009 -  Uberaba
- 2010 -  Uberaba
- 2011 -Ipatinga
- 2012 -  Boa Esporte